# Etchingham
Etchingham är en ort och civil parish i Storbritannien.   Den ligger i grevskapet East Sussex och riksdelen England, i den sydöstra delen av landet, 70 km sydost om huvudstaden London. Etchingham ligger 34 meter över havet och antalet invånare är 747.
Terrängen runt Etchingham är huvudsakligen platt. Etchingham ligger nere i en dal. Runt Etchingham är det ganska tätbefolkat, med 166 invånare per kvadratkilometer. Närmaste större samhälle är Hastings, 19,5 km sydost om Etchingham. I omgivningarna runt Etchingham växer i huvudsak blandskog.